# Partido Popular Democrático
El Partido Popular Democrático de Puerto Rico (PPD o, simplemente, Partido Popular) es un partido político en Puerto Rico fundado en 1938 por Luis Muñoz Marín y otros tránsfugas del (ahora extinto) Partido Liberal. 
El objetivo principal del partido es promover la justicia social, el desarrollo equitativo, y la identidad nacional puertorriqueña dentro de un marco de unión permanente y soberana entre Puerto Rico y Estados Unidos. Cabe destacar sus orígenes de tendencia socialista que enfocan las propuestas de gobierno en proyectos de vivienda asequible, justicia salarial y salud segura.
El Partido Popular Democrático ha defendido históricamente la relación entre Puerto Rico y Estados Unidos que se empezó a desarrollar desde el 1952 y que en español se conoce como Estado Libre Asociado (o ELA, por sus siglas). Sin embargo, contrario a sus contrincantes históricos, el PPD define el estatus como un instrumento para el desarrollo social y económico del pueblo puertorriqueño, no como un fin en sí mismo. Por tanto, permite una postura flexible respecto al estatus y admite entre sus gradas militantes y candidatos de todo tipo de trasfondo con respecto a este tema. Recientemente, ha surgido una facción notable en el partido que aboga por terminar con prontitud la relación territorial actual con los Estados Unidos para transferir la soberanía del Congreso estadounidense al pueblo puertorriqueño y negociar mayor autonomía.

## Historia

### Fundación
El Partido Popular Democrático fue fundado en 1938 por Luis Muñoz Marín y otros detractores del Partido Liberal Puertorriqueño. Al igual que el Partido Liberal, el PPD inicialmente abogaba por la independencia de Puerto Rico. Este ideal se abondonó como corolario central del partido luego del éxito electoral que logra el mismo, y se gravita hacia el desarrollo de un vínculo cercano con los Estados Unidos, una relación de "Estado Libre Asociado" denominada por su ley habilitadora como "en la naturaleza de un pacto". Esta postura causó que se declarara un decreto de incompatibilidad entre los independentistas del Congreso Pro Independencia y el PPD, llevando a un éxodo de independentistas del PPD y a la fundación del Partido Independentista Puertorriqueño en 1947.

### Símbolos
Si bien el Partido Popular Democrático se define en tiempos modernos como uno centrista, los símbolos del partido reflejan sus raíces socialistas y pro-obrero de principios del siglo XX. Su emblema es un obrero rural (el jíbaro puertorriqueño). Su lema "Pan, tierra, libertad" fue escrito por Gabriel Negrón Meléndez y hace eco del "Tierra y libertad" del revolucionario mexicano Emiliano Zapata y otras figuras izquierdistas de Latinoamérica. La canción "Jalda Arriba" data de las primeras contiendas electorales del partido y se considera el himno del mismo. Sus colores son blanco y rojo por razones filosóficas y prácticas: luego de escoger e imprimir el emblema en blanco y negro, Ernesto Ramos Antonini señaló que la figura del jíbaro era negra y podía reflejar connotaciones raciales contrarias a los postulados de igualdad del Partido Popular. Se decide cambiar el color a rojo, el único otro color que podían utilizar en las imprentas al momento. Por suerte, el rojo también se asociaba en la era con las tendencias pro-obrero por las cuales el PPD abogaba; se escoge el trasfondo en blanco ya que los colores que portaba para entonces el Partido Liberal Puertorriqueño, en donde militaron varios fundadores del PPD, eran el negro y el rojo.
A lo largo de los años han surgido otras canciones y frases que se valoran como parte de la historia, tradiciones y cultura interna del Partido Popular.  Entre éstas están las frases "Vergüenza contra dinero" y su grito de denfensa de los votantes, "a las trincheras".  Entre las canciones se destaca el "Himno de la Vergüenza".

### EL PPD y la era de Luis Muñoz Marín
En 1948, el partido gana de nuevo las elecciones generales en Puerto Rico, siendo las elecciones más importantes de la historia política puertorriqueña, ya que por vez primera los puertorriqueños votaban para elegir a su gobernante. Luis Muñoz Marín se convierte en el primer gobernador electo. El 21 de mayo de 1948 la Asamblea Legislativa de Puerto Rico, dirigida por el PPD,  aprueba en sesión tres proyectos de ley encaminados a castigar toda acción contra el gobierno de la Isla. No es hasta el 10 de junio del mismo año que se convierte en la Ley 53 de Puerto Rico que declaraba “delito grave el fomentar, abogar, aconsejar o predicar, voluntariamente o a sabiendas, la necesidad, deseabilidad o conveniencia de derrocar, destruir o paralizar el gobierno insular por medio de la fuerza o la violencia”. A esta ley se conoce como Ley de Mordaza cual su propósito era perseguir a los independentistas, su primer arrestado fue el líder de Partido Nacionalista Pedro Albizu Campos. En cuanto este, Albizu Campos mandó un ataque al gobernador en La Fortaleza y varios ataques en la década de los 50's.  En 1952, el Partido Popular Democrático promueve e impulsa el establecimiento de la Constitución del Estado Libre Asociado redactada por una Asamblea Constituyente y aprobada por el pueblo de Puerto Rico y por los Estados Unidos de América. Tras gobernar entre 1948 y 1964, Luis Muñoz Marín se retira, dándole paso a Roberto Sánchez Vilella quien se convierte en gobernador de 1965 a 1968, así manteniendo el dominio político del Partido Popular.

### División de 1968
Ante un escándalo personal del gobernador Roberto Sánchez Vilella, en donde este se casó con su ayudante legal, Luis Muñoz Marín decide no apoyarlo para la reelección en el 1968. En una asamblea general del partido, que estuvo llena de discordias, Muñoz anuncia que el candidato oficial del PPD a la gobernación lo será Luis Negrón López, quien fue su mano derecha en el Senado de Puerto Rico. Ante esta situación Sánchez Vilella protesta esta decisión, como también la protestan varios seguidores y líderes del partido. Ante la negativa de Muñoz Marín de otorgarle una primaria interna a Sánchez Vilella, este decide abandonar el partido y fundar uno nuevo. El Partido del Pueblo nace como parte del intento de Sánchez Vilella a aspirar a la reelección y utiliza como lema del partido "Que el pueblo decida", en referencia a la decisión tomada por Muñoz Marín de no otorgarle una primaria interna de partido.

### Primera derrota electoral
El PPD sufre su primera derrota electoral en el 1968 a consecuencia de la división que sufrió el partido. Luis A. Ferré, fundador del Partido Nuevo Progresista (PNP), gana las elecciones de 1968. A consecuencia de esto Muñoz Marín se siente responsable de la derrota y decide exiliarse en Italia para evitar intervenir nuevamente en el partido.

### El PPD y la era de Rafael Hernández Colón
En 1972 Luis Muñoz Marín regresa a Puerto Rico, esta vez para presentar a Rafael Hernández Colón quien fungía como presidente del Senado y ahora sería el candidato a la gobernación del PPD. 
En las elecciones de 1972, el PPD vuelve a ganar las elecciones y el control gubernamental cuando el candidato Rafael Hernández Colón gana las elecciones.
En las elecciones de 1976 pierde ante Carlos Romero Barceló del PNP. Las elecciones del 1976 fueron matizadas por un alza en el valor del petróleo lo que obligó al gobierno a poner un impuesto a artículos como refrescos y otros que se le conoció popularmente como "La Vampirita", lo que favoreció indirectamente a Romero Barceló en su campaña de elección. Durante su primer término la Policía de Puerto Rico continuó la persecución hacia sectores independentistas reclutando hasta menores de edad como incubiertos. El más famoso de todos fue Alejandro González Malavé quien en 1973 fue reclutado como incubierto cuando apenas estaba en escuela superior. Años más tarde Alejandro González Malavé (alias "El Fraile") se convierte en protagonista del Caso del Cerro Maravilla.
Las elecciones generales de 1980 se convirtieron en las elecciones más cerradas en la historia electoral de Puerto Rico cuando Carlos Romero derrotó a Hernández Colón por 3000 votos. Estas elecciones estuvieron matizadas por controversias y alegaciones de fraude por el PPD. El PPD alegaba que mientras Hernández Colón estaba en la delantera el sistema eléctrico colapsó y cuando se mudaron al Edificio Valencia, Romero estaba en la delantera. A raíz de esto el PPD pidió un recuento como establece la ley, que se le conoció como "El Recuento de Valencia" debido al nombre del edificio y el sector de la Capital donde se llevó a cabo el histórico recuento. Romero Barceló ganó la elección, pero su partido perdió la Cámara de Representantes y el Senado.
Hernández Colón finalmente ganó las elecciones de 1984 luego de que el PNP sufriera una división en la que Hernán Padilla, alcalde PNP de San Juan, fundara el Partido de Renovación Puertorriqueña ya que Romero Barceló no lo dejó postularse para la gobernación. En 1988 el PPD revalidó nuevamente con Hernández Colón derrotando al candidato del PNP y alcalde de San Juan Baltasar Corrada del Río.

### 1990-1999
En el período eleccionario de 1992 Rafael Hernández Colón decidió no correr nuevamente a la gobernación y el PPD nominó a la entonces senadora e hija del fundador del PPD, Victoria Muñoz Mendoza. Luego de 8 años de gobierno el PPD sufre una derrota electoral ante el candidato del PNP, el Dr. Pedro Rosselló González.

#### Plebiscito de 1993
En 1993 el gobernador Rosselló convocó a un plebiscito de estatus en el que él y su partido favorecían la Estadidad, el Partido Popular el Estado Libre Asociado y el Partido Independentista Puertorriqueño la Independencia. El PPD resultó ganador cuando el ELA derrotó la Estadidad 48 % a 46 %.

#### Primarias de 1994
En el 20 de marzo de 1994, el Partido celebró por primera vez primarias para escoger su presidente y candidato a la gobernación para las elecciones de 1996. El entonces alcalde de San Juan, Héctor Luis Acevedo, prevaleció sobre el excomisionado residente Antonio "Tito" Colorado, José Alberto "Beto" Morales, el agricultor Víctor de la Cruz y el entonces senador Marco A. Rigau.

#### Referéndum
En 1994 el entonces gobernador Pedro Rosselló, convocó a un referéndum para enmendar la constitución de Puerto Rico, pero la mayoría del pueblo voto "no". El PPD y el PIP hicieron campaña en contra de las enmiendas.

#### Elecciones de 1996
En 1996, el PPD nomina al entonces alcalde de la ciudad capital de San Juan, Héctor Luis Acevedo, como su candidato a la gobernación. En las elecciones generales de 1996 el PPD sufre una derrota ante el Dr. Pedro Rosselló.
Luego de esta derrota, Héctor Luis Acevedo decide renunciar a su cargo de presidente del PPD y en una elección de delegados se escoge a Aníbal Acevedo Vilá como presidente de la colectividad para que liderara el proceso de reestructuración del partido.

#### Plebiscito de 1998
En el 1998, el gobernador Dr. Pedro Rosselló propulsó un plebiscito en donde se escogiera el estatus político de Puerto Rico. En las fórmulas de estatus que aparecerían en el plebiscito al PPD no se le dejó redactar su definición de Estado Libre Asociado y la que aparecía en la papeleta no era la que ellos han defendido. Ante esta situación, el PPD decidió respaldar la opción de "Ninguna de las Anteriores" como boicot al plebiscito y llevando el lema de campaña El ELA está en la quinta columna. El PPD salió triunfador en este proceso cuando "Ninguna de las Anteriores" se alzó con el 50 % de los votos, derrotando así la opción de estadidad defendida por el PNP y el entonces gobernador Pedro Rosselló. Este triunfo se le atribuyó en gran medida a la gestión y organización que hizo el entonces presidente del PPD, Aníbal Acevedo Vilá.

#### Primarias de 1999
En el 1999 Sila María Calderón, la entonces alcaldesa de la ciudad capital de San Juan, fue seleccionada como la candidata a la gobernación por el PPD. José Alfredo Hernández Mayoral anuncia su aspiración para comisionado residente el cual se enfrentaría al presidente del PPD en ese entonces Aníbal Acevedo Vilá. Sila Calderón apoyo al entonces Presidente del PPD y este venció a José Alfredo Hernández Mayoral ampliamente en dichas primarias.

### 2000-2004

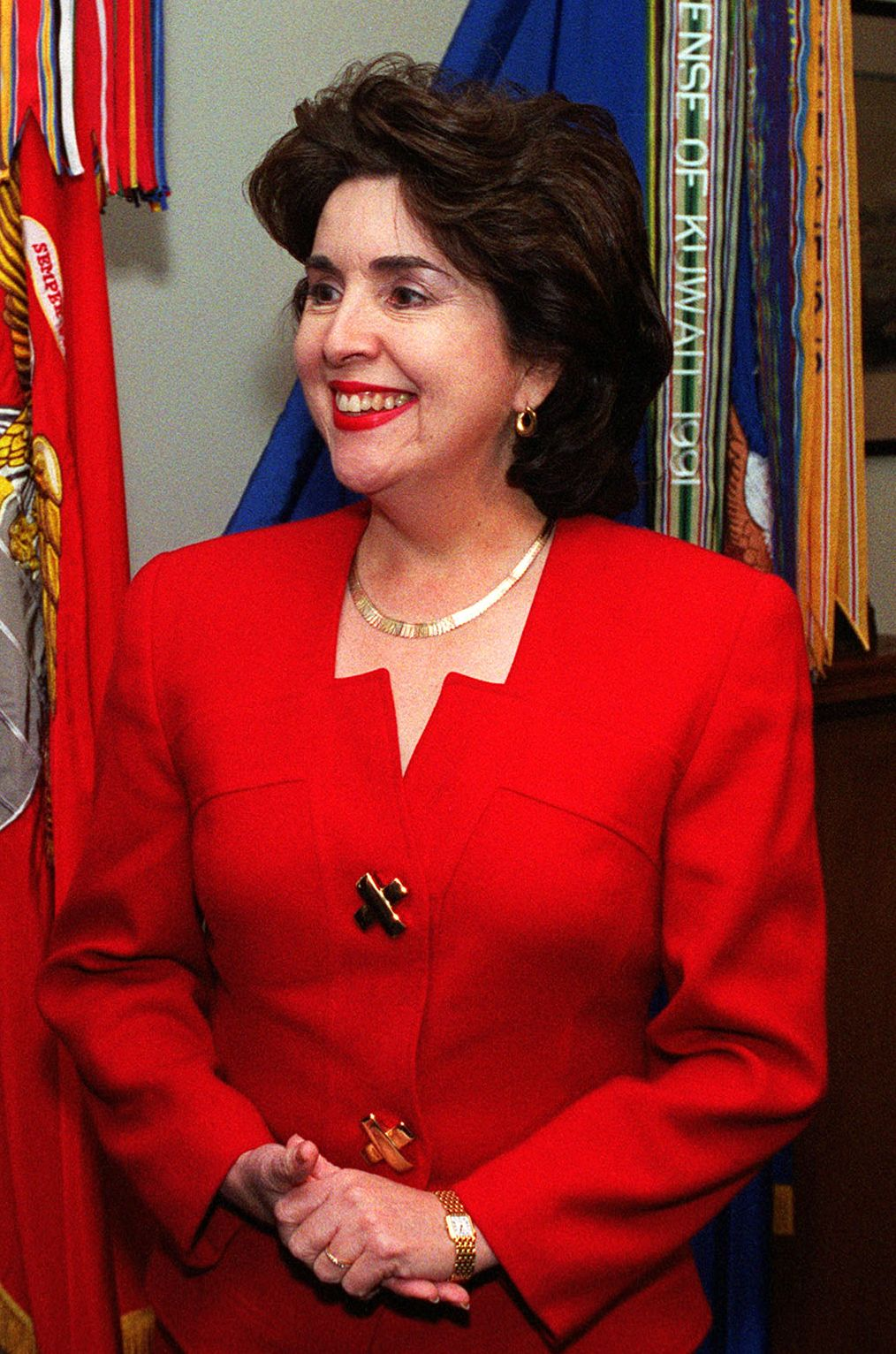
Sila María Calderón Primera mujer en ser electa como gobernadora del Estado Libre Asociado de Puerto Rico.

El PPD obtiene la victoria en las elecciones de 2000, cuando Sila María Calderón vence a Carlos Pesquera, el candidato del PNP. Así Calderón se convierte en la primera mujer en ser electa gobernadora del Estado Libre Asociado de Puerto Rico. 
En el 2003 Calderón decide no aspirar a la reelección y nomina a José Alfredo Hernández Mayoral, hijo de Rafael Hernández Colón, y a Roberto Prats como la papeleta del PPD en el 2004 dejando fuera al entonces comisionado residente, Aníbal Acevedo Vilá, quien ante este escenario decide postularse como representante por acumulación. A los dos meses de haber sido nombrado candidato a la gobernación Hernández Mayoral decide retirar sus aspiraciones por, supuestamente, la salud de su hijo, aunque se especuló que esa no fue la verdadera razón de su renuncia. Ante esto Aníbal Acevedo Vilá decide correr a la gobernación en las elecciones del 2004 y enfrentarse al exgobernador y gran rival del PPD, el Dr. Pedro Rosselló. 
En estas elecciones Aníbal Acevedo Vilá recibió el favor del pueblo de diversas maneras entre ellas el voto mixto a los cuales se le denominaron como "pivasos". Los "pivazos" fueron aquellas papeletas estatales en las cuales se elige a un Gobernador y a un comisionado residente en Washington D. C. donde un grupo del Partido Independentista Puertorriqueño escribieron tres marcas para elegir dos posiciones electivas. Dichas papeletas de votación con tres marcas fueron impugnadas por el Partido Nuevo Progresista ante los tribunales. El Partido Popular Democrático defendió dichas votaciones alegando que se trataba de un voto mixto a favor de sus candidatos realizado por militantes del Partido Independentista. El Partido Independentista por su parte defendía que se contaran las votaciones íntegras de esas papeletas a favor de su partido y de sus candidatos. En las papeletas de votación indicaba claramente como votar correctamente y en las páginas 52-53 (Sección 59.2) del manual del reglamento oficial de la Comisión Estatal de Elecciones de 2004 indicaba a los funcionarios de colegio como adjudicar votos mixtos en dicha papeleta e incluía ilustrados ejemplos de las formas correctas de votos mixtos en reglamento y ley. Dicho manual de reglamento fue aceptado por los comisionados electorales de los tres partidos. Para que existiera un voto mixto en la papeleta estatal debían aparecer solamente dos marcas una marca bajo la insignia de cualquier partido y otra marca al lado de uno de los candidatos de otro partido diferente o el nombre de un candidato en la columna de nominación directa ya que en esa papeleta solo se escogían dos candidatos a puestos electivos. Luego de litigios en corte el Tribunal Supremo de Puerto Rico, decide la intención de los electores y declara que se cuenten a favor del Partido Independentista como voto mixto y a favor de las posiciones de Gobernador y comisionado residente del Partido Popular Democrático. Contabilizados estos, el gobernador electo democráticamente por los puertorriqueños fue Aníbal Acevedo Vila con una ventaja de poco más de 3 mil votos de ventaja sobre Pedro Rosselló. De esa manera en el 2004 el PPD logró en los comicios obtener la rama ejecutiva de Puerto Rico. Sin embargo, el PPD pierde la asamblea legislativa, el comisionado residente y la mayoría de las alcaldías frente al PNP.

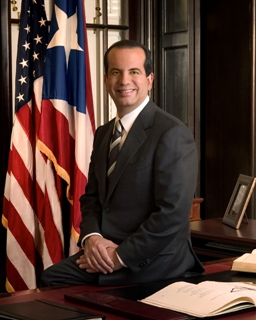
Aníbal Acevedo Vilá.

### 2005 - 2012
Luego de obtener el favor del pueblo de Puerto Rico, en el 2006 la Legislatura del PNP le niega al Gobernador el presupuesto presentado por este y como resultado de esto cierra el gobierno por primera vez en la historia, luego de reabrir el gobierno el gobernador Acevedo Vila firma una medida del PNP el cual tenía el control legislativo y propuso en la campaña política el impuesto al consumo dicho impuesto fue de 7%. En marzo de 2008 el gobernador es objeto de acusaciones federales las cuales al año siguiente todas fueron desestimadas. Acevedo Vila perdió las elecciones de noviembre del 2008. Aníbal Acevedo Vilá se retira de la política dejando vacante la presidencia del PPD. Es entonces cuando el representante de la Cámara por el PPD, Héctor Ferrer, asume la presidencia del PPD y la tarea de reorganizar un partido destrozado por las acusaciones federales, que al final resultaron fueron desestimadas, además de la derrota ante el PNP. No fue hasta el año 2011 que le entrega la presidencia del partido al entonces senador del PPD Alejandro García Padilla quien anuncio el 6 de marzo de 2011 en la municipalidad de Coamo su aspiración a la gobernación de Puerto Rico. Hoy en día, el Partido Popular Democrático es el segundo partido con más electores afiliados en Puerto Rico. El PPD participó en las primarias realizadas el 18 de marzo de 2012. En su participación, el partido no presentó candidato opositor para la candidatura a la gobernación. De igual manera, no contó con primarias notables para alcaldías, salvo en el municipio de Ponce, donde Ramón Torres Torres derrotó mediante abultado por ciento al exalcalde, Francisco Zayas Seijo. En la Legislatura, los representantes por acumulación que más votos lograron fueron Carmen Yulín Cruz y Luis Vega Ramos, ambos portavoces del sector soberanista. En el Senado, las candidaturas fueron dominadas por el senador Eduardo Bathia y el exsecretario de la gobernación bajo la administración de Aníbal Acevedo Vilá, Aníbal José Torres.
Alejandro García Padilla juramentó como gobernador del Estado Libre Asociado de Puerto Rico el 2 de enero de 2013, recibiendo al territorio en una crisis fiscal nunca antes vista heredada por la administración del los pasados gobernantes enfrentando retos jamás vistos y teniendo que tomar duras decisiones ante una crisis fiscal de grandes proporciones.

### 2015-2020
El 16 de diciembre de 2015, el actual Secretario del Departamento de Estado, David Bernier anunció sus intenciones de aspirar a la gobernación del país desde la residencia de sus padres en Patillas, Puerto Rico. Luego de perder las elecciones generales del 2016, David Bernier abandonó la presidencia del partido el 28 de febrero de 2017. Su sucesor fue elegido en un Consejo General donde compitieron Aníbal Acevedo Vilá y su compañero de papeleta Héctor Ferrer Ríos, este último fue el que salió vencedor.
Ferrer falleció el 5 de noviembre de 2018 y Aníbal José Torres asumió la presidencia del Partido. En agosto de 2020, se efectuaron las primarias para la candidatura a la presidencia del partido y la gobernación. El exalcalde de Isabela Carlos Delgado Altieri prevaleció sobre la exalcaldesa de San Juan Carmen Yulín Cruz y el expresidente del Senado Eduardo Bathia Gautier. El exsenador Roberto Prats Palerm y el exalcalde de Vega Alta Juan "Mane" Cruzado también aspiraron a la gobernación, pero Prats retiró su candidatura y Cruzado fue descalificado.
En las elecciones de 2020 Charlie Delgado Artieri fue derrotado por el aspirante del PNP Pedro Pierluisi Urrutia, estas elecciones fueron objeto de senalamientos de irregularidades debido al reciente nuevo código electoral.

## Ideología
Los líderes del sector "conservador" del PPD consideran que en 1952 hubo un acuerdo "con la naturaleza de un pacto" entre Puerto Rico y los Estados Unidos que le dio al territorio un gobierno local tipo commonwealth y lo sacó de la lista de colonias de la Organización de Naciones Unidas.
Bajo el actual Estado Libre Asociado (ELA), el sistema de impuestos es manejado por el Gobierno de Puerto Rico, parecido a los otros estados de la unión,  así como todo menester local, mientras que otros asuntos como las aduanas y la defensa militar, entre otras cosas, siguen recayendo en manos del Gobierno Federal de Estados Unidos. Puerto Rico carece de poderes para establecer tratados con otros países, comercio internacional, pero participa en ciertas organizaciones internacionales cuales no requieren ser un país soberano como la CEPAL, CARICOM y OEC, debido a que la soberanía esta bajo el congreso federal.  Los puertorriqueños definen a Puerto Rico como una nación. Por ejemplo, Puerto Rico tiene participación en los Juegos Olímpicos y una historia relativamente distinta a los estados federados, así como también una cultura y una identidad nacional propia puertorriqueña totalmente distinta a la estadounidense. Puerto Rico está bajo la cláusula territorial de los Estados Unidos y como todo estado o territorio de la nación siempre la bandera federal tiene que estar presente en toda oficina del gobierno del ELA.  Todo funcionado electo tiene que juramentar lealtad a la constitución de los Estados Unidos primero y a la constitución del ELA segundo.
El PPD es considerado un partido de centro, que abarca el espectro político desde centro-derecha a centro-izquierda. En sus inicios, se identificaba con la justicia social y el rol del estado de proteger a los más desprotegidos. Ejemplo de esto es la insignia del partido, el perfil de un jíbaro puertorriqueño, poblador humilde del Puerto Rico de la era fundacional del PPD. La posición institucional del partido en cuanto al estatus político del país es que debe darse un "desarrollo autonomista" hacia una versión "no colonial, no territorial" de este. El sector soberanista del PPD exige la soberanía para Puerto Rico como alternativa de búsqueda de mayores poderes para Puerto Rico, enfatizando en relaciones diplomáticas y tratados de libre comercio. Por otro lado, el sector conservador propone aumentar el grado de autonomía dentro de la relación actual según lo permita la Constitución de los Estados Unidos, sin remover a Puerto Rico de la cláusula territorial. A diferencia de los anexionistas e independentistas, este partido no tiene una definición clara sobre el estatus que defienden al tener una división entre soberanistas y ELA actual.
En la actualidad hay un proceso de debate abierto sobre si mantener ideales exclusivamente liberales de centro puro, o si por el contrario volver a los ideales iniciales del partido, es decir girar al centro-izquierda en la búsqueda del pueblo, los trabajadores, los jóvenes, las mujeres y los más desfavorecidos, integrándose en la socialdemocracia. Todo ello sin renunciar al ELA y la autonomía más absoluta dentro de USA, aunque como ha referido en ocasiones desde 2022 Carmen Yulín Cruz abiertos también a la posibilidad de autonomía en España, si ésta resultara respaldada por el pueblo y fuera más beneficiosa para Puerto Rico que la autonomía dentro de USA.

## Líderes importantes

### Candidatos a la gobernación del PPD
- Luis Muñoz Marín - Fundador del partido y exgobernador de Puerto Rico; candidato en las elecciones de 1948, 52, 56 y 60, siempre ganó.
- Roberto Sánchez Vilella - Exgobernador de Puerto Rico; candidato a la gobernación por el PPD en el 1964, ganó; candidato a la gobernación por el Partido del Pueblo en el 1972, perdió.
- Luis Negrón López - Candidato a la gobernación por el PPD en el 1968, perdió.
- Rafael Hernández Colón - Exgobernador de Puerto Rico; candidato en las elecciones de 1972 (ganó), 1976 (perdió), 1980 (perdió), 1984 (ganó) y 1988 (ganó).
- Victoria Muñoz Mendoza - Candidata en las elecciones de 1992, perdió.
- Héctor Luis Acevedo - Candidato en las elecciones de 1996, perdió.
- Sila María Calderón - Exgobernadora de Puerto Rico; candidata a la gobernación 2000, ganó.
- Aníbal Acevedo Vilá - Exgobernador de Puerto Rico; candidato a la gobernación en el 2004, ganó.
- Alejandro García Padilla - Exgobernador de Puerto Rico; candidato a la gobernación en el 2012, ganó.
- David Bernier - Candidato a la gobernación en el 2016; perdió.
- Carlos Delgado Altieri - Candidato a la gobernación en 2020; perdió.
- Jesús Manuel Ortiz - Candidato a la gobernación en 2024; perdió.

### Otras figuras importantes
- Antonio Fernós Isern - Abogado, escritor, Profesor de Derecho Constitucional, e ideólogo de la Libre Asociación como opción descolonizadora).
- Teodoro Moscoso - Arquitecto del programa "Manos a la Obra", Director Ejecutivo de la Compañía de Fomento de Puerto Rico.
- Felisa Rincón de Gautier ("Doña Fela") - Fundadora del Partido Popular, primera mujer alcaldesa de la Ciudad Capital de San Juan Bautista.
- Jaime B. Fuster Berlingeri - Abogado, comisionado residente del Partido Popular, juez asociado del Tribunal Supremo.
- Severo Colberg Ramírez ("El Látigo") - Expresidente de la Cámara de Representantes, legislador, profesor de Ciencias Políticas, decano de la Escuela Graduada de Administración Pública de la UPR y ensayista. Promotor de la soberanía de Puerto Rico, a través de un nuevo pacto de asociación, dentro del PPD.
- Jaime Perelló Borrás - Presidente de la Cámara de Representantes de Puerto Rico, exasesor de Asuntos Municipales durante la gobernación de Aníbal Acevedo Vilá y Ayudante Especial del exalcalde de Carolina, José Aponte de la Torre.
- Roberto Prats - Abogado, portavoz del Partido Demócrata de los EU en Puerto Rico, senador del PPD 2000-2004.
- Antonio J. Colorado - Comisionado Residente del PPD, y promotor de la soberanía de Puerto Rico dentro del PPD.
- Héctor Ferrer Ríos - Abogado, Portavoz Alterno de la Mayoría del PPD 2001-2004 y Portavoz de la Minoría del PPD 2004-2012 en la Cámara de Representantes de Puerto Rico, Presidente del PPD 2009-2011 y 2017- actualidad.
- Cirilo Tirado Rivera - senador electo por el Distrito Senatorial de Guayama del 2000 al 2008. Senador electo por Acumulación desde el 2008 al presente.
- José Luis Dalmau - Abogado, músico y senador. Presidente del Senado de Puerto Rico 2021 al presente. Vicepresidente del Senado de Puerto Rico, 2013 al 2016. Portavoz de la Mayoría del PPD en el Senado 2001-2004. Portavoz de la Minoría PPD 2004-2012 en el Senado.
- Eduardo Bathia - Abogado y senador, Presidente del Senado de Puerto Rico. Ex Director de la Oficina de Relaciones Federales en Washington.
- William Miranda Marín - Abogado, Alcalde de la Ciudad de Caguas 1997-2010, Ayudante General del Ejército de los Estados Unidos, promotor de la soberanía de Puerto Rico dentro del PPD.
- José Aponte de la Torre - Alcalde de la Ciudad de Carolina 1984-2007, y promotor de la soberanía de Puerto Rico dentro del PPD.
- Carlos "Charlie" Hernández - Abogado, fundador del Frente Autonomista Mayagüezano, Representante por la Ciudad de Mayagüez 2001-2012, Presidente Comisión de lo Jurídico 2001-2004, Presidente de la Asociación de Abogados Populares y promotor de la soberanía de Puerto Rico dentro del PPD.
- Aníbal "Jossie" José Torres - Abogado, locutor, Director de la Oficina de Asuntos de la Juventud 2001-2004, Secretario de la Gobernación 2004-2006, y Secretario del PPD 2006-2008. Portavoz de la Mayoría PPD en el Senado 2013 al presente.
- Carmen Yulín Cruz - Presidenta de las Mujeres Populares, exrepresentante por Acumulación a la Cámara, desde 2013 alcaldesa de San Juan, y promotora de la soberanía de Puerto Rico dentro del PPD.
- Carlos Delgado Altieri - Comerciante, vicepresidente del PPD hasta el 2011, Alcalde de Isabela 2000-actual y promotor de la soberanía de Puerto Rico dentro del PPD.
- Luis Vega Ramos - Abogado, escritor y ensayista, expresidente de PRO-ELA, Director Oficina de Asesores de la Cámara de Representantes, 2001-2004, Representante por Acumulación 2006-2012, 2013-. Promotor de la soberanía de Puerto Rico dentro del PPD.
- Prof. Jorge Colberg Toro - Ex-representante a la Cámara (2003-2013) ex secretario general del PPD (2001-2002 y 2015-2016) comisionado electoral alterno del PPD, secretario auxiliar de educación policita y miembro de la Junta de Gobierno del PPD.
- Lcdo. Antonio Fas Alzamora - Expresidente del Senado, exrepresentante y exsecretario general del PPD.
- Lcdo. José Alfredo Hernández Mayoral - Abogado constitucionalista, miembro de la Junta de Gobierno del PPD y exsecretario de asuntos federales del PPD.
- Pablo José Hernández Rivera - Abogado, escritor, actual comisionado residente y presidente del PPD.

## Presidentes
|     | Presidente                  | Periodo         |
| --- | --------------------------- | --------------- |
| 1.  | Luis Muñoz Marín            | 1938-1972       |
| 2.  | Rafael Hernández Colón      | 1972-1976       |
| 3.  | Miguel Hernández Agosto     | 1976-1984       |
| 4.  | Rafael Hernández Colón      | 1984-1992       |
| 5.  | Victoria Muñoz Mendoza      | 1992-1994       |
| 6.  | Héctor Luis Acevedo         | 1994-1997       |
| 7.  | Aníbal Acevedo Vilá         | 1997-1999       |
| 8.  | Sila María Calderón         | 1999-2003       |
| 9.  | Aníbal Acevedo Vilá         | 2003-2008       |
| 10. | Héctor Ferrer Ríos          | 2008-2011       |
| 11. | Alejandro García Padilla    | 2011-2016       |
| 12. | David Bernier               | 2016-2017       |
| 13. | Héctor Ferrer Ríos          | 2017-2018       |
| 14. | Aníbal José Torres          | 2018-2020       |
| 15. | Carlos Delgado Altieri      | 2020-2021       |
| 16. | José Luis Dalmau            | 2021-2023       |
| 17. | Jesús Manuel Ortiz          | 2023-2025       |
| 18. | Pablo José Hernández Rivera | 2025-actualidad |

## Resultados electorales

### Elecciones a gobernador
|  | 61,24 % |

|  | 64,90 % |

|  | 62,50 % |

|  | 58,20 % |

|  | 59,20 % |

|  | 40,70 % |

|  | 50,69 % |

|  | 45,30 % |

|  | 47,00 % |

|  | 47,80 % |

|  | 48,70 % |

|  | 45,90 % |

|  | 44,50 % |

|  | 48,30 % |

|  | 48,40 % |

|  | 41,30 % |

|  | 47,70 % |

|  | 38,80 % |

|  | 31,56 % |

|  | 21,47 % |

### Elecciones legislativas
| Año electoral | Escaños | +/–         |
| ------------- | ------- | ----------- |
| 1940          | 18/39   |             |
| 1944          | 37/39   | 19          |
| 1948          | 38/39   | 1           |
| 1952          | 47/51   | 9           |
| 1956          | 47/51   | Sin cambios |
| 1960          | 47/51   | Sin cambios |
| 1964          | 47/51   | Sin cambios |
| 1968          | 25/51   | 22          |
| 1972          | 37/51   | 12          |
| 1976          | 18/51   | 19          |
| 1980          | 26/51   | 8           |
| 1984          | 34/51   | 8           |
| 1988          | 36/53   | 2           |
| 1992          | 16/53   | 20          |
| 1996          | 16/54   | Sin cambios |
| 2000          | 30/51   | 14          |
| 2004          | 18/51   | 12          |
| 2008          | 13/51   | 5           |
| 2012          | 28/51   | 15          |
| 2016          | 16/51   | 12          |
| 2020          | 26/51   | 10          |
| 2024          | 13/53   | 13          |

| Año electoral | Escaños | +/–         |
| ------------- | ------- | ----------- |
| 1940          | 10/19   |             |
| 1944          | 17/19   | 7           |
| 1948          | 17/19   | Sin cambios |
| 1952          | 23/27   | 6           |
| 1956          | 23/27   | Sin cambios |
| 1960          | 23/27   | Sin cambios |
| 1964          | 23/27   | Sin cambios |
| 1968          | 15/27   | 8           |
| 1972          | 20/27   | 5           |
| 1976          | 13/27   | 7           |
| 1980          | 15/27   | 2           |
| 1984          | 18/27   | 3           |
| 1988          | 18/27   | Sin cambios |
| 1992          | 8/29    | 10          |
| 1996          | 8/28    | Sin cambios |
| 2000          | 19/28   | 11          |
| 2004          | 9/27    | 10          |
| 2008          | 5/27    | 4           |
| 2012          | 18/27   | 13          |
| 2016          | 7/27    | 11          |
| 2020          | 12/27   | 5           |
| 2024          | 5/28    | 7           |